# Basquetebol nos Jogos Pan-Americanos de 1955
A competição do basquetebol nos Jogos Pan-americanos de 1955 aconteceram na Cidade do México.

## Classificação final
| Posilão | Time          |
| ------- | ------------- |
| 1.      | United States |
| 2.      | Argentina     |
| 3.      | Brasil        |
| 4.      | México        |
| 5.      | Cuba          |
| 6.      | Venezuela     |